# Rhodopioniscus beroni
Rhodopioniscus beroni är en kräftdjursart som först beskrevs av Albert Vandel1965.  Rhodopioniscus beroni ingår i släktet Rhodopioniscus och familjen Trichoniscidae. Inga underarter finns listade i Catalogue of Life.